# MUSIC (Corneliusの曲)
「MUSIC」（ミュージック）は、Cornelius（小山田圭吾）が2006年にリリースした9作目のシングルである。

## 概要
前作「DROP」から約5年ぶりのリリースとなった作品。コーネリアスのスタジオがジャケットおよびピクチャーレーベルになっている。2曲目の「Gum」は、ボーダフォン 日本法人（現ソフトバンクモバイル）CMソングとして使用された。4曲めの「The Star Spangle-Gayo」が30分以上あり、合計タイムが46分49秒で "よろしく" と読めるようになっている。また最後まで聴くと次作「BREEZIN'」のイントロに繋がる。

## 収録曲
1. Music
2. Gum
3. Clap & Whistle & Walking
4. The Star Spangle-Gayo